# Les Mains douces
Pour plus de détails, voir Fiche technique et Distribution.
Les Mains douces (arabe : الأيدي الناعمة, Al Aydi al na'imah) est une comédie romantique égyptienne réalisée par Mahmoud Zoulficar et sortie en 1963.
Le film est une adaptation d'une pièce de théâtre éponyme du dramaturge égyptien Tawfiq al-Hakim (1953). Le film a été présenté à la Berlinale 1964. Il fait partie de la liste des 100 meilleurs films égyptiens,..
L'intrigue met en scène un ancien aristocrate terrien dépossédé par le coup d'État de 1952 en Égypte. L'intrigue suit la lutte de l'aristocrate pour accepter la réalité de la nécessité de travailler pour vivre, après avoir été dépouillé de toute propriété foncière. Il rencontre un docteur en langue arabe, lui aussi sans emploi, qui, comme lui, n'est pas disposé à accepter un emploi inférieur à sa stature. Tous deux doivent s'adapter aux nouvelles réalités sociales et politiques d'une nouvelle Égypte socialiste nassérienne.

## Synopsis
Après la révolution égyptienne de 1952, un ancien prince se retrouve sans emploi et fait faillite en ne conservant que son palais. Il rencontre un jeune homme, le docteur Hammouda, titulaire d'un doctorat mais sans emploi. Le docteur propose au prince de profiter du palais en le louant meublé. Le prince a deux filles qu'il a reniées car l'aînée a épousé un simple ingénieur contre la volonté du père et la cadette vend ses tableaux. Le médecin se met d'accord avec elles pour que le gendre, que le prince n'a jamais vu, ainsi que sa sœur veuve et son père, louent le palais. Il travaille comme guide touristique et épouse la veuve, tandis que le médecin se marie avec la fille cadette.

## Fiche technique
- Titre français : Les Mains douces[4]
- Titre original : الأيدي الناعمة, Al Aydi al na'imah[3]
- Réalisation : Mahmoud Zoulficar
- Scénario : Youssef Gohar, Tawfiq al-Hakim
- Photographie : Aly Kheiralla, Wadid Sirry
- Montage : Fekry Rostom
- Musique : Ali Ismael (ar)
- Sociétés de production : Organisme général égyptien du Cinéma, Filmentag, Dollar Film Company, Studios Al Ahram, studios Misr
- Pays de production :  Égypte
- Langue de tournage : arabe
- Format : couleurs par Eastmancolor - Son mono - 35 mm
- Genre : comédie romantique
- Durée : 75 minutes
- Dates de sortie : 
  - Égypte : 29 décembre 1963
  - France : 22 janvier 1975[4]

## Distribution
- Sabah : Karima Abdel Salam
- Salah Zoulficar : Docteur Hammouda
- Ahmed Mazhar : Prince Shawkat Helmy
- Mariam Fakhr Eddine : Princesse Jehan Shawkat Helmy
- Laila Taher : Princesse Mervat Shawkat Helmy
- Ahmed Khamis : Salem Abdel Salam
- Widad Hamdi : Zaza la femme d'un marchand de bétail
- Kamel Anwar : Lulu le marchand de bétail
- Hussein Aser : Hag Abdel Salam
- Ahmed Luxer : Nabil Imad
- Abdul-Ghani Al-Najdi : Chef de cuisine